# Orfikusok

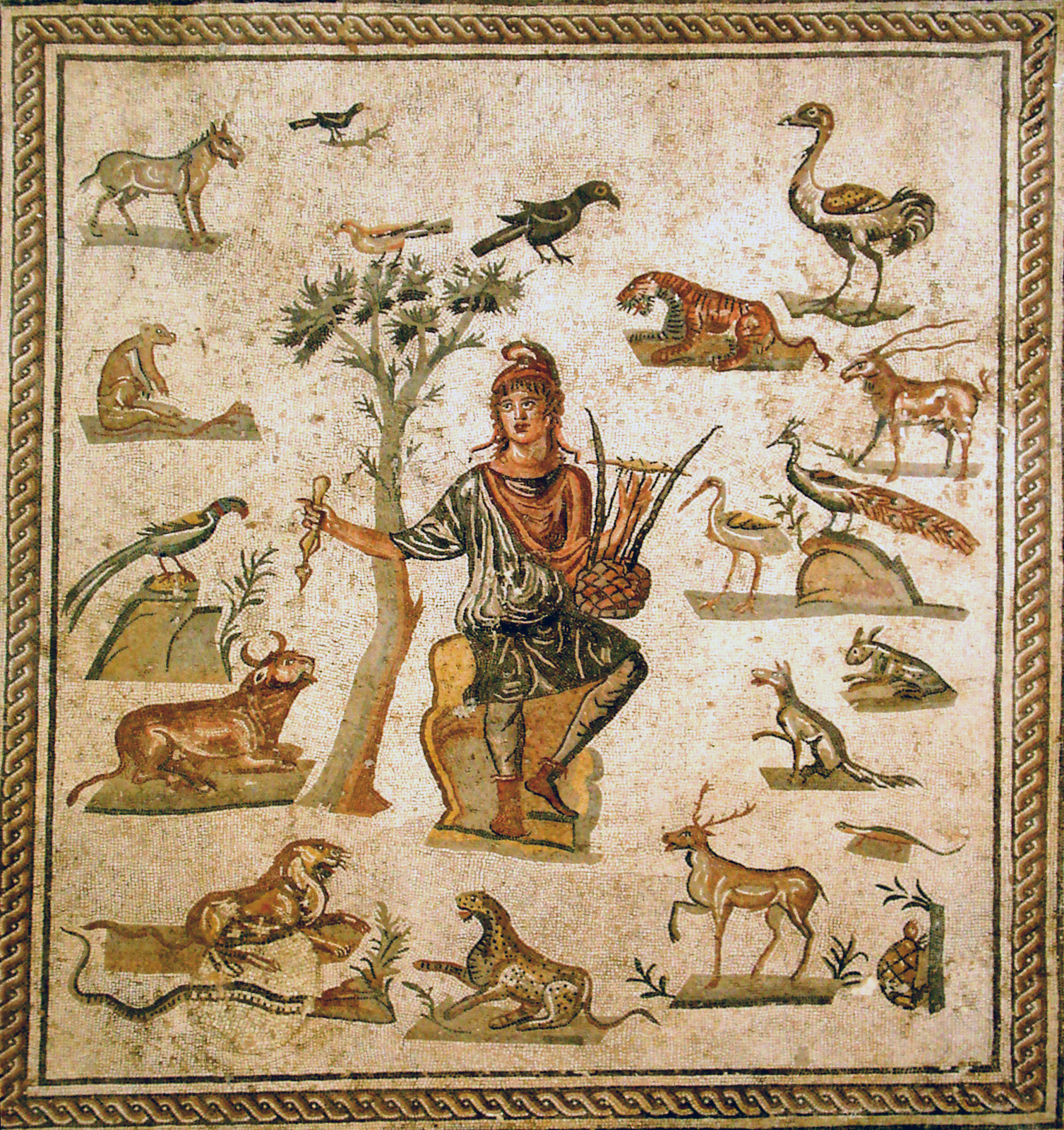
Orfikus mozaik egy késő római villából

Az orfizmus (ógörögül: Ὀρφικοί Orphikoí) egy ezoterikus vallási mozgalom és misztériumvallás volt az ókorban, amely feltehetőleg a Kr. e. 6–5. században Görögországban, Thrákiában és a görögök lakta Dél-Itáliában és a Fekete-tenger északi partvidékén jelentkezett. 
Megidézték Orpheuszt, akiben tanításaik kidolgozóját és a tekintélyes orfikus szövegek szerzőjét látták. A specialistái rituálékat alkalmaztak a démoni megszállottság gyógyítására, a mágikus károkozásra és az eszkatologikus remények megvalósítására.
A mondásuk alapján „a test a lélek börtöne”. Fő céljuk az volt, hogy felkészüljenek a lélek túlvilági életére. Az eszkatológiájuk nagy hangsúlyt fektetett a túlvilági jutalmazásra és a büntetésre, a lélek a halál után felszabadul, hogy elérje igazi életét. Jellemzőjük volt a reinkarnációba vetett hit.
Az orfikusok azonban nem egységes vallási közösség volt önálló doktrínával, hanem nagyszámú autonóm csoport. 

## Megjelenésük
A mozgalom megjelenése idejében nem lehetünk biztosak. Az egyik nézet szerint, amit W. K. C. Guthrie képvisel az orfikus tanítás már a Kr. e. 6. század folyamán szent könyvekben le lett fektetve. .A legtöbb mai tudós egyetért abban, hogy a Kr.e. 5. században már létezett az orfikus mozgalom, utazó papokkal, akik tanítást és beavatást kínáltak.
Hérodotosz az 5. században tud az orfikusokról, Platón ismer orfikus jóslatokat, Arisztotelész pedig úgynevezett „orfikus történeteket”. A szektariánus irodalom nem követhető visszafelé a hellenisztikus kornál korábbi időszakig.

## Az orfikus gondolkodás
Egyetlen orfikus teogónia sem maradt fenn teljes terjedelmében, ám a rendelkezésünkre álló töredékes információkból arra következtethetünk, hogy az orfikus teogóniának a kezdetektől több tartalmi és terjedelmi eltérést mutató variánsa létezett párhuzamosan. Az orfikus teogónia korai változatai feltehetőleg folytonos kölcsönhatásban voltak a kortárs, azaz preszókratikus filozófiai elméletekkel. Az orfikus teogónia tehát inkább csak műformáját tekintve nevezhető a preszókratikus kozmológiának.
A kései újplatonikus beszámolók (4-től a 6. századig) adják a leggazdagabb forrást az orfikus kozmogóniákról. Az újplatonikusok információ megbízhatóknak tekinthetők, mert az információk nagy része Eudémosz peripatetikus teológiatörténetének kivonataiból származnak. Az orfikus kozmogóniáról négy újplatonikus beszámolót ismerünk: Az éjből való származtatás, „A szokásos orfikus teológia” a Rapszódiákban, Hieronümosz és Hellanikosz változata és végül Athenagórasz változata.
Az éjből való származtatás beszámolóról Damaszkiosztól értesülhetünk: Eudémosz szerint Orpheusznak tulajdonított teológia az eredetet az éjből származtatja. A „szokásos orfikus teológia” – amiről ugyancsak Damaszkiosznál olvashatunk – szerint a mindenség eredete Khronosz személyében keresendő.
Hierónümosz és Hellanikosz változata szerint – ugyancsak Damaszkiosz alapján – a világ eredete a vízben keresendő, a vízből jött létre az anyag, amiből majd a föld jött létre s így tovább.
Az Athénagorasz változata: a víz volt a dolgok eredete, ebből először iszap majd Héraklész és Khronosz nevű oroszlánfejű istenarcú kígyó lett. Héraklész hozta létre a tojást, amiből az ég (Uranosz) és a föld (Gé) lett, valamint egy kettőstestű isten is született. És Uranosz szerelembe vegyült Gével és lányokat nemzett…
Az orfikus teogóniának fontos eleme az újjáteremtésről szóló elv: Zeuszt Khronosz és Uranosz nemzették. Amikor azonban Kronosz után Zeusz kerül a trónra, jóslatot kap az Éjszakától, az orfikus teogónia ős-istennőjétől: ahhoz, hogy hatalma biztos legyen, Zeusznak újra kell teremtenie a világot, annak minden létezőjével együtt. Ehhez pedig Zeusznak le kell nyelnie azt, ami a születések forrása. A lenyelés következtében Zeusz magába fogadja az egész akkor létező világot. Ebben a pillanatban, Zeuszban egyesül az egész fizikai világ és az azt benépesítő istenekkel. Zeusz minden, ami van, és minden, ami van : Zeusz. Ezt követően, Zeusz újra megteremti a világot és az isteneket, azonban nem teljesen ugyanolyan állapotában, minthogy azt lenyelte, hanem mindig kieszel valami újat.
Az orfikus költeményben a fizikai világ megteremtése is része annak a műveletnek, amelynek révén az uralkodó főisten megszervezheti, biztos alapokra helyezheti királyi hatalmát. Az orfikus teogónia ezzel azt is hangsúlyozza, hogy ugyanaz az erő kormányozza az istenek és emberek közösségét, mint amelyik létrehozta, megszervezte a fizikai világot.
Az orfikus gondolatok különösen a püthagoreusokra voltak nagy hatással.